# Moena
Moena là một đô thị ở tỉnh Trento ở vùng Trentino-Alto Adige/Südtirol của Ý, tọa lạc cách 60 km về phía đông bắc của Trento. Tại thời điểm ngày 31 tháng 12 năm 2004, đô thị này có dân số 2.622 người và diện tích là 82,6 km².
Đô thị Moena có các frazioni (đơn vị trực thuộc, chủ yếu là các làng) Forno, Sorte, Someda, Penia, Medil and San Pellegrino.
Moena giáp các đô thị: Pozza di Fassa, Welschnofen, Vigo di Fassa, Falcade, Soraga, Predazzo và Tonadico.